# Mistrovství světa v basketbalu hráčů do 21 let
Mistrovství světa v basketbalu hráčů do 21 let byla soutěž juniorských reprezentačních mužstev do 21 let členských zemí FIBA. U prvních dvou šampionátů (1993 a 1997) byla stanovena věková kategorie do 22 let, na dalších dvou mistrovstvích (2001 a 2005) byla věková kategorie snížena na 21 let. Od roku 2005 je mistrovství světa zrušeno. Turnaje se pořádaly každé čtyři roky.

## Přehled pořadatelských zemí a medailistů
| Rok  | Pořádající země | Zlato     | Stříbro    | Bronz      | Účast ČSSR / Česko |
| ---- | --------------- | --------- | ---------- | ---------- | ------------------ |
| 1993 | Španělsko       | USA       | Francie    | Brazílie   | Bez české účasti   |
| 1997 | Austrálie       | Austrálie | Portoriko  | Jugoslávie | Bez české účasti   |
| 2001 | Japonsko        | USA       | Chorvatsko | Argentina  | Bez české účasti   |
| 2005 | Argentina       | Litva     | Řecko      | Kanada     | Bez české účasti   |

## Historické pořadí podle medailí
|    | Země       | Zlato | Stříbro | Bronz | Celkem |
| 1. | USA        | 2     | 0       | 0     | 2      |
| 2. | Austrálie  | 1     | 0       | 0     | 1      |
|    | Litva      | 1     | 0       | 0     | 1      |
| 4. | Francie    | 0     | 1       | 0     | 1      |
|    | Portoriko  | 0     | 1       | 0     | 1      |
|    | Chorvatsko | 0     | 1       | 0     | 1      |
|    | Řecko      | 0     | 1       | 0     | 1      |
| 8. | Brazílie   | 0     | 0       | 1     | 1      |
|    | Jugoslávie | 0     | 0       | 1     | 1      |
|    | Argentina  | 0     | 0       | 1     | 1      |
|    | Kanada     | 0     | 0       | 1     | 1      |